# William Wyndham
William Wyndham, III Baronetto (Orchard-Wyndham, 1688 – Wells, 17 giugno 1740), è stato un politico britannico.
Deputato dal 1710, divenne Secretary at War nel 1712; fu Cancelliere dello Scacchiere (1713-1714) e nel 1725 venne arrestato poiché giacobita. Dopo il suo rilascio fu a capo del partito tory e si oppose a Robert Walpole.

## Biografia
Era il figlio ed erede di Sir Edward Wyndham, di Orchard Wyndham, tre volte deputato del Parlamento per Ilchester, e di sua moglie Katherine Leveson-Gower, figlia maggiore di Sir William Leveson-Gower.
Frequentò l'Eton College e il Christ Church di Oxford.

## Carriera
Da giovane, mentre era a Roma durante il suo Grand Tour, fu avvicinato da un indovino che lo avvertì di "fare attenzione a un cavallo bianco". Una profezia simile fu fatta a lui più tardi in Inghilterra. In seguito ipotizzò che il cavallo bianco in questione rappresentasse il destriero sassone nello stemma del re di Hannover, re Giorgio I.
Entrò in parlamento nel 1710 e divenne Secretary at War nel governo tory nel 1712 e Cancelliere dello Scacchiere nel 1713. Fu strettamente associato a Lord Bolingbroke ed era al corrente dei tentativi fatti per realizzare un restauro giacobita alla morte della regina Anna. A seguito del fallimento del tentativo fu licenziato dall'incarico, e nel 1714 fu brevemente imprigionato.

### Leader dei giacobiti
All'inizio del regno di Giorgio I, Bolingbroke fuggì in esilio in Francia per unirsi alla corte del Vecchio Pretendente, e Wyndham prese il suo posto in Inghilterra come capo dei Giacobiti. Una ribellione per spodestare Giorgio I fu pianificata per l'estate del 1715, e Wyndham inviò un messaggio al pretendente a luglio. Tuttavia, la ribellione fu scoperta e il ruolo di Wyndham fu posto davanti al gabinetto, a cui parteciparono sia il re che al duca di Somerset, suocero di Wyndham, che sebbene fosse un membro del governo di Whig e un convinto sostenitore della successione di Hannover, voleva proteggere il suo genero dall'arresto, e quindi si offrì volontario di "esserne responsabile". La maggior parte dei ministri era incline a concordare su questo per timore di offendere una persona di tali conseguenze, tuttavia Lord Townshend, Segretario di Stato per il Dipartimento del Nord, nella convinzione che il governo avesse bisogno di mostrare fermezza, mosse la mozione per farlo arrestare.
Lord Stanhope portò ai Comuni un messaggio dal Re, desiderando il loro consenso per arrestare sei membri della loro Camera con l'accusa di "essere coinvolti in un progetto per sostenere la prevista invasione del regno", e precisamente Sir William Wyndham, Sir John Pakington, Edward Harvey (deputato per Clitheroe), Thomas Forster, John Anstis e Corbet Kynaston. Il consenso è stato concesso. Harvey e Anstis erano a Londra e furono subito arrestati. Harvey si pugnalò al petto in due o tre punti, ma le sue ferite non furono mortali. Forster fuggì e servì come generale dell'esercito giacobita nella rivolta del 1715.
Di conseguenza il colonnello John Huske, in questo periodo un aiutante di campo di William Cadogan, I conte Cadogan, fu inviato ad arrestare Wyndham a casa sua, a Orchard Wyndham.
Vedendo che il suo caso era senza speranza, travestito da ecclesiastico, visitò suo suocero il Duca di Somerset a Syon House, vicino a Londra. Da lì andò a Londra e si arrese al figlio del Duca e al cognato del conte di Hertford, capitano dei Guardiani del Re, e fu preso in custodia nella Torre di Londra. Il duca di Somerset offrì una cauzione al consiglio per la libertà di Wyndham, che fu rifiutata. Fu subito dopo aver fatto quell'offerta che il re lo licenziò dall'alto ufficio del Master of the Horse.
Sotto Giorgio I e durante i primi anni di Giorgio II, Wyndham era il leader dell'opposizione Tory nella Camera dei Comuni e combatteva per i suoi principi dell'Alta Chiesa e Tory contro Robert Walpole. Era in costante comunicazione con l'esiliato Bolingbroke e dopo il 1723 fu attivamente associato a lui nei piani nel rovesciamento di Walpole.
Nonostante queste varie inimicizie, Wyndham era un rispettato partecipante alla vita pubblica a Londra. Fu uno dei fondatori del Foundling Hospital.

## Matrimoni

### Primo Matrimonio
Sposò, il 15 luglio 1708, Lady Catherine Seymour (1693-9 aprile 1731), figlia di Charles Seymour, VI duca di Somerset. Ebbero quattro figli:
- Charles Wyndham, II conte di Egremont (19 agosto 1710-21 agosto 1763);
- Elizabeth Wyndham (?-5 dicembre 1769), sposò George Grenville, ebbero sette figli;
- Catherine Wyndham (?-1734);
- Percy Wyndham-O'Brien, I conte di Thomond (1723-21 luglio 1774).

### Secondo Matrimonio
Sposò, il 1 luglio 1734, Maria Catherina Haeck de Jong (12 settembre 1695-7 settembre 1779), figlia di Peter Haeck de Jong. Non ebbero figli.

## Morte
Morì il 17 giugno 1740 a Wells, nel Somerset, dopo essere caduto da cavallo mentre era fuori a caccia.